# AACTA Award de la meilleure réalisation
L’AACTA Award de la meilleure réalisation (AACTA Award for Best Direction) est une récompense cinématographique australienne décernée chaque année depuis 1971 par l'Australian Academy of Cinema and Television Arts, laquelle décerne également tous les autres AACTA Awards.
À l'origine appelé AFI Award de la meilleure réalisation, l'intitulé actuel date de 2012, lorsque l'Australian Film Institute a été remplacé par l'Australian Academy of Cinema and Television Arts.

## Palmarès

### AFI Awards(de 1971 à 2010)

#### Années 1980
- 1985 : Ray Lawrence pour Bliss

#### Années 2000
- 2000 : Andrew Dominik pour Chopper
  - Pip Karmel pour Me Myself I
  - Jonathan Teplitzky pour Better Than Sex
  - Kate Woods pour Looking for Alibrandi
- 2001 : Ray Lawrence pour Lantana
  - David Caesar pour Mullet
  - Robert Connolly pour The Bank (en)
  - Baz Luhrmann pour Moulin Rouge (Moulin Rouge!)
- 2002 : Ivan Sen pour Beneath Clouds
  - Tony Ayres pour Walking on Water
  - Rolf de Heer pour The Tracker
  - Phillip Noyce pour Le Chemin de la liberté (Rabbit-Proof Fence)
- 2003 : Sue Brooks pour Japanese Story
  - Gregor Jordan pour Ned Kelly
  - Paul Moloney pour Crackerjack
  - Jonathan Teplitzky pour Gettin' Square
- 2004 : Cate Shortland pour Somersault
  - Khoa Do pour The Finished People
  - Jan Sardi pour Love's Brother
  - Alkinos Tsilimidos pour Tom White
- 2005 : Sarah Watt pour Look Both Ways
  - John Hillcoat pour The Proposition
  - Greg McLean pour Wolf Creek
  - Rowan Woods pour Little Fish
- 2006 : Rolf de Heer et Peter Djigirr pour 10 canoës, 150 lances et 3 épouses (Ten Canoes)
  - Paul Goldman pour Le Feu sous la peau (Suburban Mayhem)
  - Clayton Jacobson pour Kenny
  - Ray Lawrence pour Jindabyne, Australie (Jindabyne)
- 2007 : Tony Ayres pour The Home Song Stories
  - Cherie Nowlan pour Clubland
  - Richard Roxburgh pour Romulus, My Father
  - Matthew Saville pour Noise
- 2008 : Elissa Down pour The Black Balloon
  - Peter Duncan pour Unfinished Sky
  - Nash Edgerton pour The Square
  - Dee McLachlan pour The Jammed
- 2009 : Warwick Thornton pour Samson et Delilah (Samson and Delilah)
  - Robert Connolly pour Balibo
  - Rachel Ward pour Beautiful Kate
  - Bruce Beresford pour Mao's Last Dancer

#### Années 2010
- 2010 : David Michôd pour Animal Kingdom
  - Jeremy Hartley Sim pour Commandos de l'ombre (Beneath Hill 60)
  - Jane Campion pour Bright Star
  - Julie Bertuccelli pour L'Arbre (The Tree)

### AACTA Awards(depuis 2012)

#### Années 2010
- 2012 : Justin Kurzel pour Les Crimes de Snowtown (Snowtown)
  - Fred Schepisi pour The Eye of the Storm
  - Daniel Nettheim pour The Hunter
  - Kriv Stenders pour Red Dog
- 2013 : Wayne Blair pour Les Saphirs (The Sapphires)
  - Jonathan Teplitzky pour Burning Man
  - Cate Shortland pour Lore
  - Kieran Darcy-Smith pour Wish You Were Here
- 2014 : Baz Luhrmann pour Gatsby le Magnifique (The Great Gatsby)
  - Kim Mordaunt pour The Rocket
  - Ivan Sen pour Mystery Road
  - Les dix-huit réalisateurs du film (Jonathan auf der Heide, Tony Ayres, Jub Clerc, Robert Connolly, Shaun Gladwell, Rhys Graham, Justin Kurzel, Yaron Lifschitz, Anthony Lucas, Claire McCarthy, Ian Meadows, Ashlee Page, Stephen Page, Simon Stone, Warwick Thornton, Marieka Walsh, Mia Wasikowska, David Wenham) pour The Turning
- 2014 : Jennifer Kent pour Mister Babadook (The Babadook)
  - Rolf de Heer pour Charlie's Country
  - David Michôd pour The Rover
  - Michael et Peter Spierig pour Prédestination
- 2015 : George Miller pour Mad Max: Fury Road
  - Neil Armfield pour Holding the Man
  - Jocelyn Moorhouse pour haute Couture
  - Jeremy Sims pour Last Cab to Darwin
- 2016 : Mel Gibson pour Tu ne tueras point (Hacksaw Ridge)
  - Martin Butler & Bentley Dean pour Tanna
  - Rosemary Myers pour Fantastic Birthday
  - Ivan Sen pour Goldstone
- 2017 : Garth Davis pour Lion
  - Cate Shortland pour Berlin Syndrome
  - Jeffrey Walker pour Ali's Wedding
  - Ben Young pour Hounds of Love
- 2018 : Warwick Thornton pour Sweet Country
  - Joel Edgerton pour Boy Erased
  - Simon Baker pour Breath
  - Bruce Beresford  pour Ladies in Black

## Statistiques

### Nominations multiples
3 : Jonathan Teplitzky
2 : Tony Ayres, Robert Connolly, Rolf de Heer, Ray Lawrence, Baz Luhrmann, Ivan Sen, Cate Shortland

### Récompenses multiples
Aucune